# Puerto de Santo Domingo
El Puerto de Santo Domingo se encuentra en la boca de la entrada marina a la ciudad de Santo Domingo, en la República Dominicana. El puerto es ideal tanto para visitas como para tránsito. El Puerto de Santo Domingo fue totalmente renovado como parte de un proyecto de rediseño destinado a integrar la zona portuaria y la zona colonial de Santo Domingo para crear un destino atractivo para cruceros, yates y turismo de alto nivel. El proyecto, apoyado por la legislación aprobada en 2005, fue desarrollado por un consorcio privado e incluye la construcción de nuevas infraestructuras: la rehabilitación de las dos terminales actuales, las principales obras de dragado del canal de acceso y área de maniobras, una nueva marina deportiva y un desarrollo inmobiliario de 122 acres (0.49 km²).
El Puerto de Santo Domingo es el más antiguo del Sistema Portuario Nacional. Está ubicado en la costa sur central, en la desembocadura del rio Ozama. Situado sólo a pasos de la atractiva e histórica Ciudad Colonial, Patrimonio de la Humanidad. Posee dos terminales turísticas concebidas para la recepción de cruceros: Don Diego y Sans Souci.
El puerto de Santo Domingo tiene capacidad para albergar, grandes cruceros, barcos mercantes, yates turísticos y veleros modernos.

## Historia

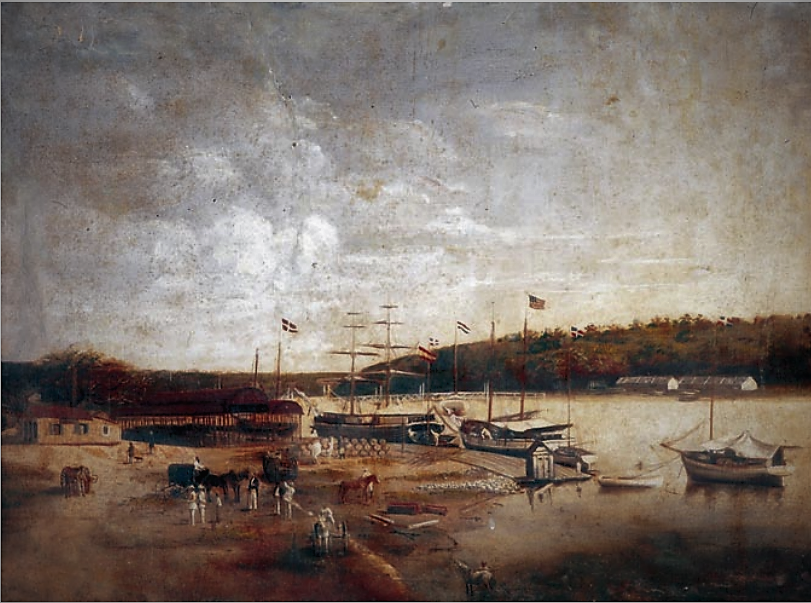
"Puerto de Santo Domingo" Óleo sobre lienzo, terminado en 1875.

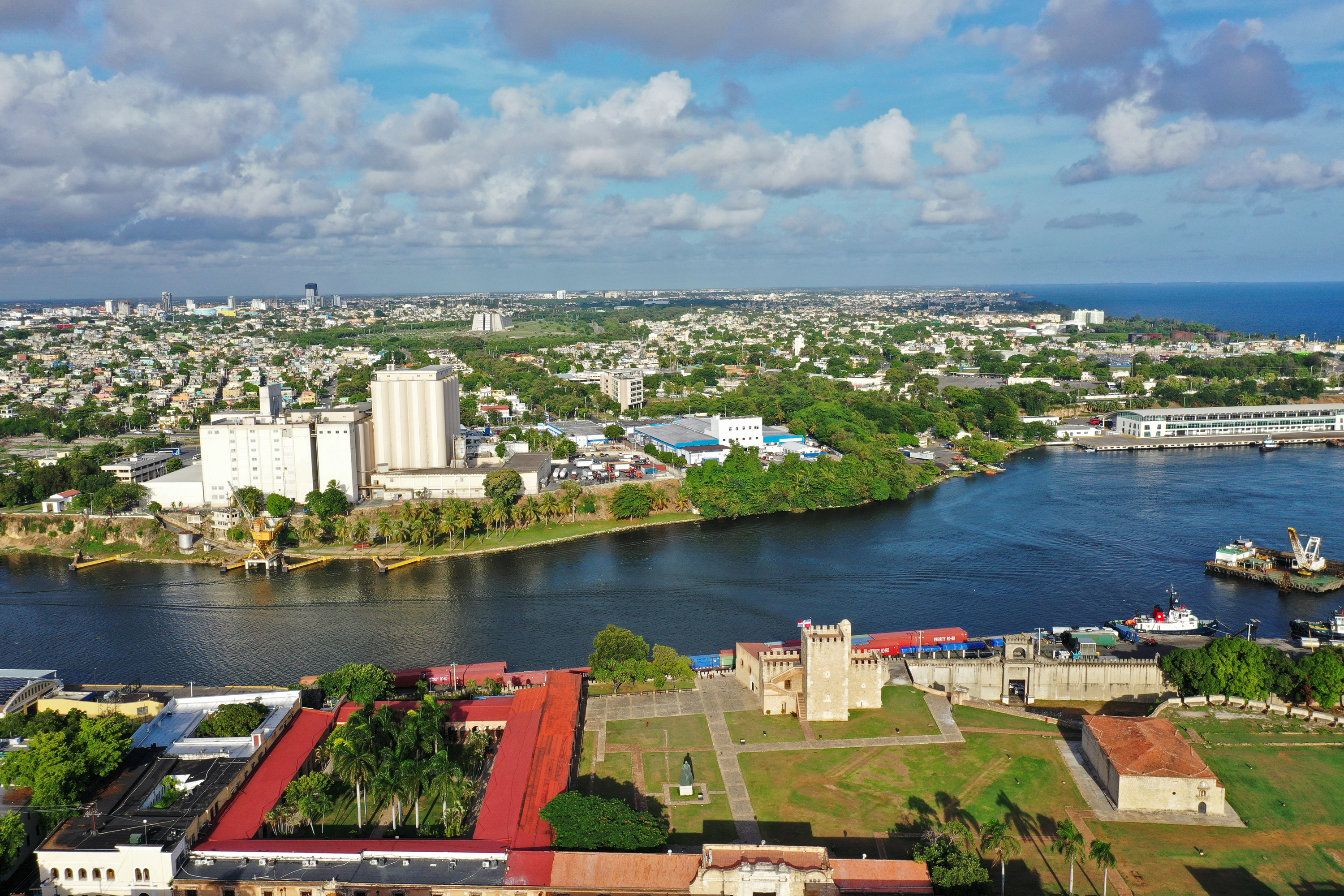
Vista parcial del Puerto de Santo Domingo, año 2019.

El Primer Puerto Operable de América:
Estando el Almirante Cristóbal Colón en España preparando su tercer viaje al nuevo mundo, conforme a Fray Bartolomé de Las Casas en su Historia de las  Indias, escribió una carta a su hermano el Adelantado Bartolomé Colón, quien se encontraba en La Isabela, primera ciudad de América fundada por el mismo Almirante y le decía que realizara un recorrido por la parte Sur de la isla Española, que busque un puerto por allí para que llevara la población de La Isabela y que ésta fuera despoblada.
Las Casas comenta: «De allí, preguntando por lo más cercano de la mar, fue aportar al río de la Hocama, que así lo llamaban los indios, río muy gracioso y que estaba todo poblado de la una y de la otra parte». Señala, que el Adelantado Bartolomé Colón se montó en una canoa de las que usaban los naturales de aquella isla, sondó, es decir, experimentó con un plomo o piedra y cordel la hondura que tenía el río, entonces se dio cuenta de que podía entrar en él no sólo navíos pequeños sino también naos de 300 toneles y más grande, Las Casas expresa que el Adelantado se dio cuenta de que era un buen puerto, por lo cual se puso muy contento así como  sus acompañantes.
Revela Las Casas que el Adelantado determinó comenzar allí una fortaleza de tapia sobre la barranca del río y a la boca del puerto en la parte oriental, que se le dio el nombre de Santo Domingo porque el día que se llegó allí era domingo, aunque el Almirante quiso que se llamase La Isabela Nueva. Las Casas no aclara el año de la fundación de la ciudad, sin embargo, Gonzalo de Oviedo en su Historia General y Natural de Las Indias da otra versión sobre el descubrimiento del puerto, manifiesta que un español llamado Miguel Díaz huyó de la Isabela con seis españoles amigos, por temor a que el Adelantado Bartolomé Colón lo castigara por haber herido a otro en esa ciudad.  Dice que tomó la parte Este hasta llegar al Sur de la Isla, allí trabó amistad con una cacica a la que llamó después Catalina y con la que tuvo dos hijos, dice Oviedo que ella le dio noticia sobre una mina de oro muy rica, la cual estaba a siete leguas del río. Asegura, que Miguel Díaz dio parte al Adelantado, este decidió visitar el lugar, cuando llegó le interesó tanto la mina como el puerto.
Gonzalo de Oviedo además, hace una descripción topográfica de la zona y al referirse al río Ozama explica que es navegable, hondo y muy hermoso a causa de las heredades y jardines de labranza que hay en sus costas, manifiesta que tenía muchos naranjos, cañafístolas y otros árboles de frutas. Explica Oviedo, que la ciudad de Santo Domingo fue fundada el 4 de agosto de 1496. A la ciudad se le dio este nombre en honor a Santo Domingo de Guzmán, creador de la orden de los padres predicadores
A partir de 1503 se funda en Sevilla la Casa de Contratación para que funcionara en cada puerto del Nuevo Mundo, siendo su primera función en el puerto de Santo Domingo, donde tenía funcionarios encargados de supervisar el cobro de los impuestos, de llevar los libros de cuenta de la Hacienda Real y dar permisos para navegar y comerciar.
Durante el gobierno colonial de Diego Colón en (1514),  se construyó en piedra dura y con alta bóveda junto a la ría Ozama el edificio de aduana del puerto de Santo Domingo, lo que aún se conoce como la Atarazana, única existente en Hispanoamérica. Esta se construyó por disposición de los reyes católicos quienes establecieron que para el comercio entre América y Europa, se construyeran dos aduanas una en Cádiz, España y otra en Santo Domingo, bajo el cuidado del contador Juan Osoria.
De acuerdo al doctor Joaquín Balaguer en su obra: "Guía Emocional de la Ciudad Romántica", el mismo año de la llegada de Ovando (1502) inició la erección de los grandes monumentos de piedras, que hoy figuran entre las grandes joyas de la arquitectura colonial hispanoamericana. Balaguer además se refiere a una frase de Felipe II por la rapidez con que se desarrolló la villa de Santo Domingo, dice: «Enllave, puerto y escala de todas las indias»: revela que durante la Corte Virreinal que establece  don Diego Colón en Santo Domingo, rindieron sus honores las primeras espadas de la conquista de América, embarcándose todos por el puerto de Santo Domingo.
A partir de 1510 se produce en Europa una gran demanda de azúcar, lo que motiva a algunos vecinos de la isla a construir ingenios de manera especial en la costa Sur a fin de aprovechar la cercanía del mar y el puerto que hace posible la exportación de su producto, pero sobre todo, la facilidad del transporte. La explotación de oro había decaído en la segunda década del siglo XVI, sin embargo había comenzado con mucho éxito la industria azucarera, iniciándose un activo movimiento en el puerto de Santo Domingo. La primera noticia sobre embarque de azúcar se remonta al 1521, ya para 1527 había en la isla 19 ingenios y seis trapiches funcionando a plena capacidad y exportando grandes cantidades de azúcar por el puerto de la capital de la colonia, que ya comenzaba a conocerse como Santo Domingo del Puerto.
El presidente Ramón Cáceres (Món) después de haberse acordado la Convención Dominico-americana (1907), con los excedentes que le sobraron de los ingresos aduanales hizo grandes inversiones en obras de infraestructuras, poniendo énfasis en la construcción de los puertos y muelles más importantes, pero parece que no pudo lograr su objetivo ya que cayó asesinado pocos años después.
En 1927 durante el gobierno de Horacio Vásquez, tres años después de finalizada la intervención norteamericana en el país, Vásquez obtuvo autorización del congreso para emitir dos series de bonos de cinco millones cada uno a fin de realizar proyectos de obras públicas. Con ese dinero más la coyuntura favorable del precio de los artículos importables y el aumento de la producción trajo al país un corto período de prosperidad. Dentro de las obras se incluyó el dragado del puerto de Santo Domingo, donde se realizó la limpieza de rocas y sedimentos para aumentar la profundidad y posibilitar la capacidad de transporte.
Trabajos de la Construcción del Puerto de Santo Domingo en la Era de Trujillo:
Jesús de Galíndez, en su libro La Era de Trujillo, destaca la aprobación de una serie de obras, presentada en la memoria anual de 1934, la importante de ellas es el Puerto Trujillo o Puerto de Santo Domingo, contratado por el ingeniero puertorriqueño Félix Benítez Rexach a un costo de dos millones quinientos mil pesos. El Contralmirante César De Windt Lanvandier en un trabajo sobre los puertos del país que realizó, dice que los trabajos del puerto de Santo Domingo se iniciaron en 1934, dice que Trujillo pensó construir un puerto ya que éste quedó devastado por el paso en 1930 del Ciclón  San Zenón que le permitiera transformar a Santo Domingo en un importante puerto comercial del Caribe, mar y ruta que se abriera al comercio internacional con la inauguración reciente del canal de Panamá y el relanzamiento de la economía de los Estados Unidos después de la gran depresión.

### Terminal Don Diego

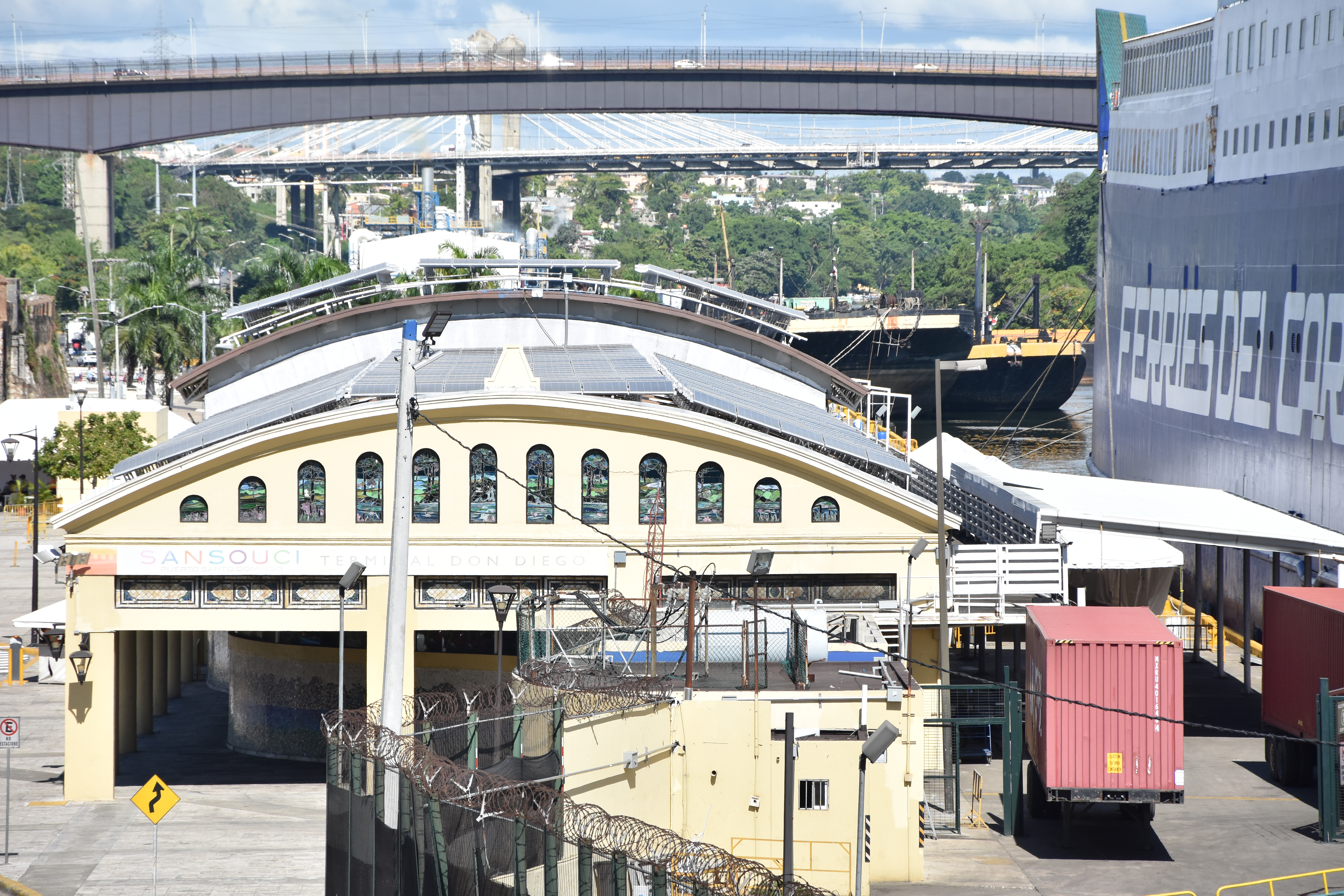
Terminal Don Diego, año 2019.

En el 2006 se concluyeron los trabajos de adecuación y modernización de esta terminal, a fin de que arribaran una cantidad determinada de cruceros turísticos, ese mismo año fue inaugurada dicha terminal, que consta de un área de parqueo para 400 vehículos, una pasarela de 365 metros de largo, para conducir a los turistas desde el barco hasta el gran salón. Esta terminal puede atracar hasta dos barcos de unos 250 metros. Además el muelle fue dragado y fue objeto de limpieza.

### Terminal Sans Souci

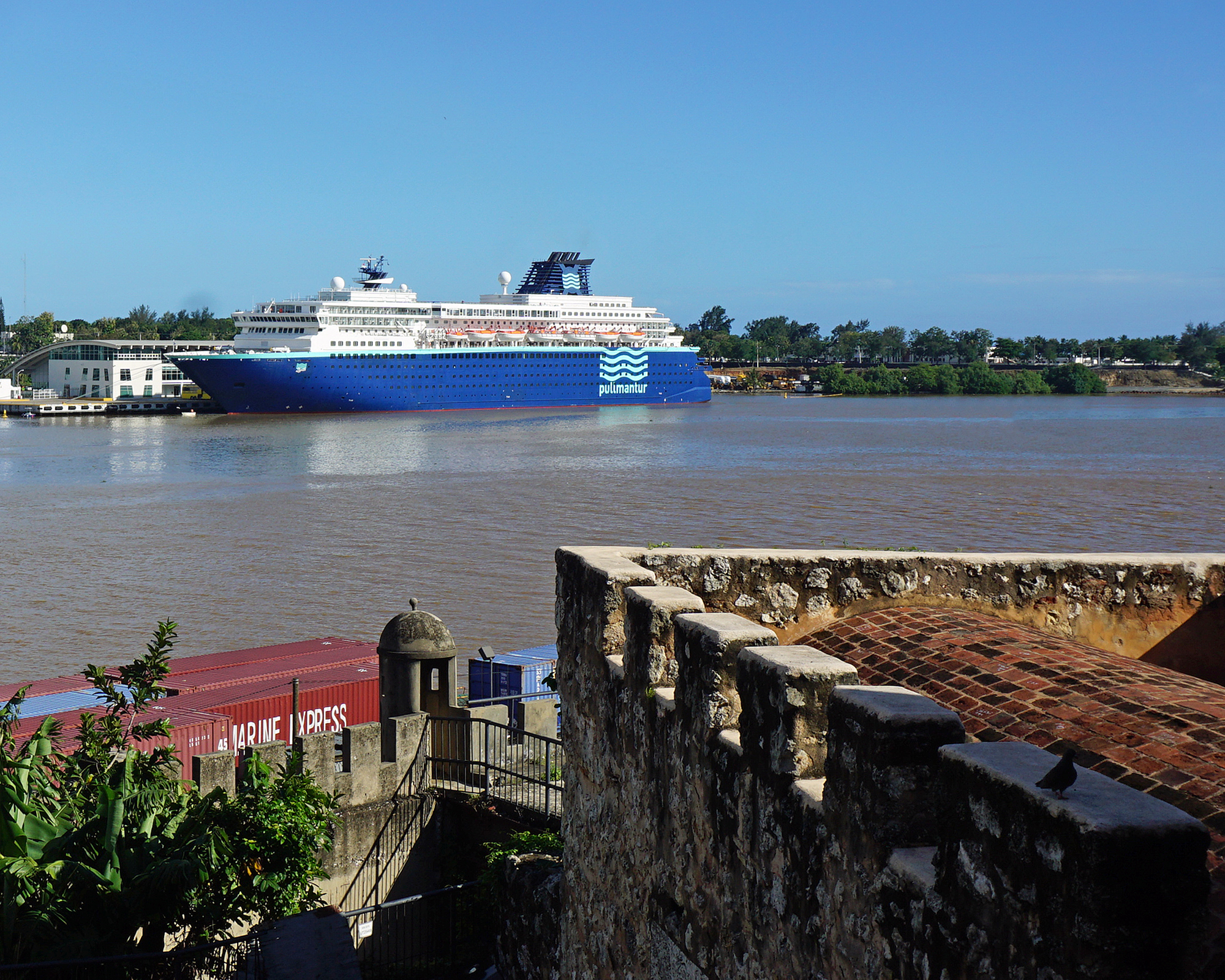
Terminal Sans Souci, año 2018.

Es otro puerto turístico inaugurado en el 2009, constituye uno de los dos terminales del puerto de Santo Domingo, se construyó para que posibilitara la transformación y diversificación de las actividades turísticas a través de la creación de oferta confiable de servicios y realizar una campaña de concienciación ciudadana que garantice al país una imagen positiva ante el mercado de cruceros de turismo.